# 17
Il 17 (XVII in numeri romani) è un anno  del I secolo.

## Eventi

### Impero romano
- Il 26 maggio torna a Roma il generale Germanico, dove gli viene concesso l'onore del trionfo per le sue vittorie contro i Cherusci, i Catti ed altre tribù germaniche stanziate fra il Reno e l'Elba. Dopo il suo ritorno, Tiberio lo invia in oriente per guidare una campagna militare contro i Parti.
- Seiano diventa prefetto dei pretoriani di Tiberio.
- Fra le tribù germaniche stanziate ad oriente del fiume Reno scoppia una guerra civile, che si prolungherà fino al 19 d.C. Maroboduo, re dei Marcomanni, viene sconfitto da Arminio.
- Dopo aver disertato dall'esercito romano, il numida Tacfarinas prende il comando della sua tribù dei Musulamii, si coalizza con le tribù dei Berberi e comincia una guerriglia contro l'esercito romano, attaccando principalmente il Limes Tripolitanus, cioè la linea fortificata che l'impero romano aveva costruito nella provincia d'Africa a difesa delle città di Sabratha, Oea e Leptis Magna. Gli scontri dureranno fino al 24 d.C.
- La Cappadocia diventa una provincia romana.
- Nella regione anatolica un terremoto distrugge alcune città, tra cui Sardi.
- In Siria scoppia una rivolta contro la pressione fiscale romana.

### Arti e scienze
- Tito Livio pubblica la sua monumentale opera (in 142 volumi) sulla storia di Roma dal titolo Ab Urbe condita ("Storia di Roma dalla sua fondazione").

## Morti
- Antioco III di Commagene, sovrano
- Archelao di Cappadocia, sovrano
- Thusnelda, principessa germanica
- Tito Livio, storico romano (n. 59 a.C.)

## Calendario
| Calendario 17 | Calendario 17 | Calendario 17 | Calendario 17 | Calendario 17 | Calendario 17 | Calendario 17 | Calendario 17 | Calendario 17 | Calendario 17 | Calendario 17 | Calendario 17 | Calendario 17 | Calendario 17 | Calendario 17 | Calendario 17 | Calendario 17 | Calendario 17 | Calendario 17 | Calendario 17 | Calendario 17 | Calendario 17 | Calendario 17 | Calendario 17 | Calendario 17 | Calendario 17 | Calendario 17 | Calendario 17 | Calendario 17 | Calendario 17 | Calendario 17 | Calendario 17 | Calendario 17 |
| ------------- | ------------- | ------------- | ------------- | ------------- | ------------- | ------------- | ------------- | ------------- | ------------- | ------------- | ------------- | ------------- | ------------- | ------------- | ------------- | ------------- | ------------- | ------------- | ------------- | ------------- | ------------- | ------------- | ------------- | ------------- | ------------- | ------------- | ------------- | ------------- | ------------- | ------------- | ------------- | ------------- |
|               | 1             | 2             | 3             | 4             | 5             | 6             | 7             | 8             | 9             | 10            | 11            | 12            | 13            | 14            | 15            | 16            | 17            | 18            | 19            | 20            | 21            | 22            | 23            | 24            | 25            | 26            | 27            | 28            | 29            | 30            | 31            |               |
| Gennaio       | Ve            | Sa            | Do            | Lu            | Ma            | Me            | Gi            | Ve            | Sa            | Do            | Lu            | Ma            | Me            | Gi            | Ve            | Sa            | Do            | Lu            | Ma            | Me            | Gi            | Ve            | Sa            | Do            | Lu            | Ma            | Me            | Gi            | Ve            | Sa            | Do            |               |
| Febbraio      | Lu            | Ma            | Me            | Gi            | Ve            | Sa            | Do            | Lu            | Ma            | Me            | Gi            | Ve            | Sa            | Do            | Lu            | Ma            | Me            | Gi            | Ve            | Sa            | Do            | Lu            | Ma            | Me            | Gi            | Ve            | Sa            | Do            |               |               |               |               |
| Marzo         | Lu            | Ma            | Me            | Gi            | Ve            | Sa            | Do            | Lu            | Ma            | Me            | Gi            | Ve            | Sa            | Do            | Lu            | Ma            | Me            | Gi            | Ve            | Sa            | Do            | Lu            | Ma            | Me            | Gi            | Ve            | Sa            | Do            | Lu            | Ma            | Me            |               |
| Aprile        | Gi            | Ve            | Sa            | Do            | Lu            | Ma            | Me            | Gi            | Ve            | Sa            | Do            | Lu            | Ma            | Me            | Gi            | Ve            | Sa            | Do            | Lu            | Ma            | Me            | Gi            | Ve            | Sa            | Do            | Lu            | Ma            | Me            | Gi            | Ve            |               |               |
| Maggio        | Sa            | Do            | Lu            | Ma            | Me            | Gi            | Ve            | Sa            | Do            | Lu            | Ma            | Me            | Gi            | Ve            | Sa            | Do            | Lu            | Ma            | Me            | Gi            | Ve            | Sa            | Do            | Lu            | Ma            | Me            | Gi            | Ve            | Sa            | Do            | Lu            |               |
| Giugno        | Ma            | Me            | Gi            | Ve            | Sa            | Do            | Lu            | Ma            | Me            | Gi            | Ve            | Sa            | Do            | Lu            | Ma            | Me            | Gi            | Ve            | Sa            | Do            | Lu            | Ma            | Me            | Gi            | Ve            | Sa            | Do            | Lu            | Ma            | Me            |               |               |
| Luglio        | Gi            | Ve            | Sa            | Do            | Lu            | Ma            | Me            | Gi            | Ve            | Sa            | Do            | Lu            | Ma            | Me            | Gi            | Ve            | Sa            | Do            | Lu            | Ma            | Me            | Gi            | Ve            | Sa            | Do            | Lu            | Ma            | Me            | Gi            | Ve            | Sa            |               |
| Agosto        | Do            | Lu            | Ma            | Me            | Gi            | Ve            | Sa            | Do            | Lu            | Ma            | Me            | Gi            | Ve            | Sa            | Do            | Lu            | Ma            | Me            | Gi            | Ve            | Sa            | Do            | Lu            | Ma            | Me            | Gi            | Ve            | Sa            | Do            | Lu            | Ma            |               |
| Settembre     | Me            | Gi            | Ve            | Sa            | Do            | Lu            | Ma            | Me            | Gi            | Ve            | Sa            | Do            | Lu            | Ma            | Me            | Gi            | Ve            | Sa            | Do            | Lu            | Ma            | Me            | Gi            | Ve            | Sa            | Do            | Lu            | Ma            | Me            | Gi            |               |               |
| Ottobre       | Ve            | Sa            | Do            | Lu            | Ma            | Me            | Gi            | Ve            | Sa            | Do            | Lu            | Ma            | Me            | Gi            | Ve            | Sa            | Do            | Lu            | Ma            | Me            | Gi            | Ve            | Sa            | Do            | Lu            | Ma            | Me            | Gi            | Ve            | Sa            | Do            |               |
| Novembre      | Lu            | Ma            | Me            | Gi            | Ve            | Sa            | Do            | Lu            | Ma            | Me            | Gi            | Ve            | Sa            | Do            | Lu            | Ma            | Me            | Gi            | Ve            | Sa            | Do            | Lu            | Ma            | Me            | Gi            | Ve            | Sa            | Do            | Lu            | Ma            |               |               |
| Dicembre      | Me            | Gi            | Ve            | Sa            | Do            | Lu            | Ma            | Me            | Gi            | Ve            | Sa            | Do            | Lu            | Ma            | Me            | Gi            | Ve            | Sa            | Do            | Lu            | Ma            | Me            | Gi            | Ve            | Sa            | Do            | Lu            | Ma            | Me            | Gi            | Ve            |               |